# Мур, Эрл
Алонзо Эрл Мур (англ. Alonzo Earl Moore, 29 июля 1877, Пикерингтон, Огайо — 28 ноября 1961, Колумбус, там же) — американский бейсболист, питчер. Выступал в Главной лиге бейсбола с 1901 по 1913 год. Один сезон провёл в Федеральной лиге.

## Биография
Алонзо Эрл Мур родился 29 июля 1877 года в Пикерингтоне в штате Огайо. Он был одним из четырнадцати детей в семье Ризона Мура и его супруги Марты Энн. Профессиональную бейсбольную карьеру Мур начал в 1899 году в составе команды из Дейтона, игравшей в Межштатной лиге. В 1900 году он одержал 24 победы при 11 поражениях и сыграл ноу-хиттер, а команда выиграла чемпионский титул. Его контракт был выкуплен клубом «Кливленд Блюз», готовившимся выступать в только что созданной Американской лиге, за тысячу долларов.
В Главной лиге бейсбола он дебютировал 25 апреля 1901 года, выйдя стартовым питчером на второй матч в истории команды. Газета Cleveland Plain-Dealer отмечала высокую скорость подачи Мура, сравнивая его с Саем Янгом. Выделяли и его необычную технику исполнения броска, получившую название «перекрёстного огня» (англ. Crossfire): Мур бросал мячи под разными углами. Девятого мая в матче против «Чикаго Уайт Сокс» он отыграл девять иннингов без пропущенных хитов, но лишился ноу-хиттера в десятом. Свой первый сезон в составе команды он завершил с шестнадцатью победами при четырнадцати поражениях, хотя контроль мяча оставлял желать лучшего. За сезон Мур допустил 107 уоков и 12 уайлд-питчей.
Интерес к Муру проявляли клубы Национальной лиги «Цинциннати Редс» и «Нью-Йорк Джайентс», но он остался в «Кливленде». Сезон 1902 года он провёл неоднозначно. Мур вошёл в десятку лучших питчеров лиги по количеству сыгранных матчей, побед, показателю пропускаемости и страйкаутов, но также стал пятым по числу поражений и худшим по количеству допущенных уоков. В том же году он женился на школьной учительнице Бланш Патно, их брак длился 53 года. 
Сезон 1903 года стал для него лучшим в карьере. Мур одержал двадцать побед при восьми поражениях, а его показатель пропускаемости 1,74 стал лучшим в Американской лиге. Все 27 проведённых им матчей стали полными играми. Дважды по ходу чемпионата он получал попадания отбитым мячом в бросковую руку. Из-за полученной травмы Мур пропустил последний месяц сезона, а её последствия повлияли на технику его подач.
В 1904 году Мур боролся с ревматизмом и травмами, выступая неудачно. В первой половине сезона 1905 года он выиграл тринадцать матчей при семи поражениях, а «Кливленд» занимал первое место в лиге. Первого августа во время матча мяч попал ему в ногу, повредив мышцы и сухожилия. Степень серьёзности травмы недооценили и Мур выходил на поле ещё почти два месяца, усугубив повреждения. В 1906 году он смог принять участие всего в пяти играх. В начале следующего сезона его обменяли в «Нью-Йорк Хайлендерс», где он сыграл пятнадцать матчей с тремя победами и семью поражениями. В августе 1907 года Мур был отправлен в фарм-клуб из Джерси-Сити. Там же он отыграл следующий год. Его игра внушала оптимизм и в конце сезона права на него были выкуплены «Филадельфией».
К удивлению многих, в 1909 году Мур стал лидером стартовой ротации Филлис и вновь вернулся в число лучших питчеров лиги. Несмотря на продолжавшиеся проблемы с контролем подачи, он выиграл восемнадцать матчей при двенадцати поражениях с пропускаемостью 2,10. В 1910 году он одержал двадцать две победы и стал лучшим по количеству сделанных страйкаутов. Годом позже эффективность игры Мура начала снижаться, а руководство «Филадельфии» всё больше выражало недовольство его поведением. В прессе писали о нарушении командных правил и недостатке усердия на тренировках и в матчах. В течение полутора лет «Филлис» безуспешно пытались обменять Мура, но сделать это удалось только в 1913 году. Свой последний сезон в Главной лиге бейсбола он завершил в составе «Чикаго Кабс», а чемпионат 1914 года провёл в составе «Баффало Баффедс» в Федеральной лиге.
Закончив карьеру, Мур вернулся в Огайо. Он занимался торговлей нефтью и недвижимостью. Его официально признал автором первого ноу-хиттера в истории Американской лиги, но в 1991 году комитет по правилам Главной лиги бейсбола аннулировал это достижение, постановив что таковым может считаться только полная игра.
Эрл Мур скончался 28 ноября 1961 года в возрасте 84 лет.